# Anu
Anu  hoặc An  là dạng nhân cách hóa thần thánh của bầu trời, vị thần tối cao và tổ tiên của tất cả các vị thần trong tôn giáo Lưỡng Hà cổ đại.

## Thờ phụng
Anu được cho là nguồn gốc tối cao của mọi quyền lực của các vị thần khác và tất cả những người cai trị phàm trần. Trong một văn bản ông được mô tả là "người chứa cả vũ trụ". Ông được liên kết với cực Bắc, trung tâm của chòm sao Draco và cùng với hai con trai của mình là Enlil và Enki, tạo thành bộ tam thần tối cao, nhân cách hoá của ba dải chòm sao trên vòm trời.
Ở thời điểm những ghi chép cổ nhất được tìm thấy, Anu thường không được thờ phụng mà thay vào đó là con trai của ông Enlil. Nhưng trong suốt lịch sử Lưỡng Hà, vị thần tối cao luôn được cho là sở hữu anûtu, có nghĩa là "quyền năng của trời". Vai trò chính của Anu trong thần thoại là tổ tiên của các Anunnaki, những vị thần chính trong tôn giáo Sumer.
Trung tâm thờ phụng chính của ông là ngôi đền Eanna ở thành phố Uruk, nhưng, vào thời Akkad (k. 2334 - 2154 TCN), thế lực của ông ở Uruk phần lớn đã được chuyển giao cho nữ thần Inanna, Nữ vương thiên giới.

## Thần thoại
Người phối ngẫu của Anu trong các văn bản Sumer cổ nhất là nữ thần Uraš, nhưng sau này trở thành nữ thần Ki và, trong các văn bản tiếng Akkad, nữ thần Antu, một dạng nữ tính của Anu.
Anu xuất hiện thoáng qua trong Sử thi Gilgamesh bản tiếng Akkad, trong đó con gái của ông là Ishtar (Phiên bản Đông Semit của Inanna) thuyết phục ông giao cho bà Thiên Ngưu để bà đem xuống tấn công Gilgamesh, cuối cùng dẫn đến cái chết của Enkidu.
Trong một truyền thuyết khác, Anu triệu người anh hùng phàm trần Adapa đến hỏi tội vì đã xé đôi cánh của gió nam. Anu ban cho Adapa được ban cho thức ăn và nước uống của sự bất tử, nhưng Adapa từ chối vì đã được Enki cảnh báo trước rằng Anu sẽ cho anh ta thức ăn và nước uống của cái chết.
Trong tôn giáo Hittite cổ đại, Anu từng là người cai trị các vị thần, nhưng bị con trai Kumarbi lật đổ rồi thiến, sinh ra thần bão Teshub. Teshub lật đổ Kumarbi, trả thù cho Anu và trở thành vị vua mới của các vị thần. Câu chuyện này là cơ sở sau này cho câu chuyện Ouranos bị lật đổ và bị thiến trong Thần thoại Hy Lạp, theo Hesiod của Hesiodos.

## Dẫn nguồn
1. ↑  Clay 2006, tr. 101.
2. ↑  Stephens 2013.